# Apatania moharamana
Apatania moharamana är en nattsländeart som först beskrevs av Schmid 1961.  Apatania moharamana ingår i släktet Apatania och familjen Apataniidae. Inga underarter finns listade i Catalogue of Life.